# Acanthosphaera
Acanthosphaera é um género de algas, da família Micractiniaceae.